# Операције Вермахта против четника
Операције Вермахта против четника Драгољуба Драже Михаиловића , биле су најинтензивније у периоду од 1941 до краја 1943 . У том периоду веће операције Вермахта против партизанских одреда вођене су у Ужичкој републици 1941 и Бихаћкој републици новембра 1942, као и Прва и Друга непријатељска офанзива. Од новембра 1943. године савезници су стали на страну комуниста те су до краја Другог светеког рата немачке операције биле окренуте више према партизанима. Операције Немаца биле су већег или мањег обима а нека су биле извођене паралелно и против партизанских јединица.

## Војне операције током 1941. године
Михаиловић није планирао да подигне општи устанак против немачке окупације, већ да створи организацију и чека све док се под налетом западних Савезника, чије су искрцавање у Југославији очекивали, окупаторске армије не почну повлачити. Међутим, устанак у Србији који су подигли југословенски комунисти увукао је и неке четничке јединице у борбу против Немачке, што је било насупрот Михаиловићевим наређењима. Интензитет устанка је приморао Немачку да у Србију доведе две дивизије и један пук за борбу против устаника. Прва операција Вермахта после довођења појачања против партизана и четника била је операција Мачва. Вођена је од 25. септембра до 15. октобра 1941, против Церског и Јадарског четничког одреда (5.000 четника). Операцијом су биле захваћене и партизанске јединице.
Подоперације:
- операција Шабац,
- операција - Мачва,
- Цер - Иверак- У току ове операције коришћене су 704,714, и 717. дивизија (Дивизије групе 700. су дивизије из петнаестог таласа и слабије су борбене моћи)Ове три дивизије са по 10.000 војника биле су распоређене источно од Дрине а 718.дивизија налазила се западно од Дрине.
- Крупањ - долина Јадра.
У овој операцији ангажоване су и усташке јединице НДХ. У последњој подоперацији, према немачким изворима, губици су следећи: четници 107 погинулих, Немци 20 погинулих и 38 рањених. . Главна осовинска формација била је немачка 342. пешадијска дивизија, бројна преко 20.000 војника, а управо доведена из Француске.
2. Операција Ото. Вођена је од 13. до 20. октобра 1941, а циљ је пробој Немаца од Крушевца у помоћ опкољеном гарнизону у Краљеву. Према комунистичким изворима, на Попинској реци партизани су имали 21, а четници девет погинулих. . Немци су брзо прошли тај положај и налетели на четнике на опсади Краљева. У селима Подунавци, Врба и даље до Краљева четници су имали 90 погинулих, а партизани нису имали губитака. Према извештају команданта немачке колоне, мајора Вилермунта, у операцији Ото на страни устаника било је 120 мртвих. Дакле, погинуло је 99 четника и 21 партизан.
3. Операција Тамнава. Вођена је од 15. до 30. октобра 1941. Операција је захватила и комунисте у Тамнави. Немци су ангажовали 125. пешадијски пук и 220. артиљеријски дивизион, које су довели из Грчке.
4. Операција Ваљево. Вођена је од 10. до 25. октобра 1941. Операција за деблокаду Ваљева.
5. Операција Долина Западне Мораве.
Подоперације :
- Ужице (против комуниста)
- Михаиловић (против четника). Операција Михаиловић почела је 5. децембра 1941. Њен циљ био је уништење Михаиловићевих одреда јужно од Ваљева. Равну Гору је опколила 342. немачка дивизија.
Михаиловић није био лојалан устанку и тражио је начин да извуче четничке јединице из њега, и да окрене борбу против партизана. Крајем октобра је тражио од Немаца заједничку борбу против партизана, а 11. новембра се састао са делегацијом Вермахта у селу Дивци. Немци нису прихватили Михаиловићеву понуду за заједничку борбу против партизана, па су га и даље сматрали непријатељем. Суочен са потенцијалним уништењем, неки четници су се легализовали код квислиншких власти и ставили у службу окупатора.
6. Операција Масон. Полицијска и обавештајна операција, изведена крајем 1941. ради хапшења свих националиста који су помагали устанак.
7. Подухват 1143. Изведен је крајем децембра 1941. и почетком јанаура 1942. године, у Београду, ради хапшења официра повезаних са Дражом. Ухваћено је и одведено у логоре 486 официра.
- Операција Вишеград - 30.септембар -4.децембар 1941. године - Ову операцију су спровеле усташке јединице НДХ против четника и партизана.

## Војне операције током 1942. године
8. Операција Бадер - Источна Босна. Вођена је од 15. до 23. јануара 1942. године против четника мајора Јездимира Дангића. Губици четника били су 70 погинулих и 643 заробљена, Немаца девет погинулих и 47 рањених, усташа 20 погинулих и непознат број рањених. У овим операцијама немачке трупе биле су ојачане 342. и 113 као и деловима 718 дивизије (чија је команда била у Бањалуци) ојачани усташким и италијанским јединицама.
9.Операција Трио. Вођена је против источнобосанских четника и партизанских јединица, почев од 15. априла 1942. године. У послератном периоду изучавала се као Трећа непријатељска офанзива У овој операцији учествовале су усташке јединице НДХ и јединице фашистичке Италије.
10. Операција ''Форстрат''. Вођена је од 15. маја и до 3. јуна 1942. на Голији, пошто су Немци утврдили да се Дражин штаб налази у тој регији. Имала је подоперацију Подухват 800, према називу јединице 800. пук Бранденбург. Циљ подухвата био је да се зароби Дража уз помоћ Немаца пресвучених у четнике. То је била прва акција Бранденбуршког пука - специјалне антигерилске формације, која ће касније прерасти у дивизију.
11. Операција Копаоник. Вођена је октобра 1942. против Расинског корпуса. Учествовала је 7. брдска СС дивизија Принц Еуген Савојски, као и делови Бугарског окупационог корпуса. Ово је била прва акција управо основане 7. брдске СС дивизије. У време Операције Копаоник из Берлина је у Краљево долазио Хајнрих Химлер, Хитлеров помоћник. То је био највиши немачки функционер који је посетио Србију током рата. Како је Химлер долазио због операције против четника, овај податак је скриван у доба социјалистичке Југославије.;
12. Операција Рудолф. Трајала је од 29. новембра до 2. децембра 1942. Вођена је у Јужној Србији. Стрељано је 12 заробљених четника, Немци и Бугари нису имали губитке.

## Војне операције 1943.године
13. Операција Валтер - Изведена је почетком 1943. године, ради откривања и хапшења потпуковника Жарка Тодоровића Валтера, команданта Дражине београдске организације, најтраженијег илегалца на Балкану.
14. Операција Хајнрих - Била је усмерена против Дражиног команданта Србије, генерала Мирослава Трифуновића, његовог штаба и пратећег батаљона. Изведена је средином марта 1943, на Гледићу. Учествовала је једна чета Бранденбуршког пука, немачке и бугарске војне и полицијске снаге.
15. Операција Тојфел - Вођена је на планини Озрен код Добоја, против Озренског корпуса. По немачким изворима трајала је од 14. до 17. априла 1943.;
16. Операција Шварц - Против четника почела је 12. маја 1943, у Херцеговини, а против партизана 17. маја, у Црној Гори. Окосницу напада чиниле су 1. брдска дивизија, доведена из Совјетског Савеза, и 7. брдска СС дивизија.;
17. Операција Круг - Вођена је јуна 1943. у области Куршумлије и Лебана. Четници су имали 28 погинулих и 50 заробљених, Бугари пет погинулих и 13 рањених, а љотићевци три рањена.
18. Операција Моргенлуфт - Трајала је од 12. до 19. јула 1943. Немачки план био је да четири моторизована батаљона изненада продру на Равну Гору, униште четничке штабове и заробе Дражу, а да у исто време друге осовинске трупе опколе то подручје. Операција није успела и поред брижљивих припрема, известио је командант немачких снага у Србији генерал Бадер.
19. Операција Рудник - Почела је 23. јула 1943, када су јединице Горске краљеве гарде опкољене на Руднику од стране Намаца и Бугара.
20. Операција Штифелкнехт - Вођена је на Јастрепцу и Копаонику, почев од 7. августа 1943, против Расинског корпуса. Учествовала су два пука немачке 297. пешадијске дивизије, један СС и четири бугарска батаљона.
21. Операција Ариље - Вођена је против јединица 1. равногорског и Пожешког корпуса у области Ариља, августа 1943. године, од стране Намаца, Бугара и љотићеваца.
22. Операција Маисколбен - Почела је 3. октобра 1943, а требало је да разбије организацију банди у рејону Пожега - Косјерић - Маљен - Равна Гора - Чачак.
23. Операција Ерих - Изведена је у области Лексовац - Лебане, од 20. до 31. октобра 1943. Губици: 150 погинулих и стрељаних четника и мештана, 20 погинулих и пет рањених Бугара, 10 погинулих, седам рањених и 18 несталих Немаца.
24. Операција Крум - Вођена северно и јужно од друма Мокра Гора - Ужице, јер су Немци веровали да су се, после извлачења из обруча у операцији Маисколбен, четници повукли у том правцу. Почела је 13. октобра 1943.
25. Операција Долхштос - Вођена је у области Нове Вароши, одмах по окончању Операције Крум.
26. Операција Хербстнебел- Изведена је истовремено са Операцијом Долхштос, на простору између Ужица и Кокиног Брода.
27. Операција Хамелброт- Овсињи хлеб. Операција је трајала од 30.октобра до 05.новембра 1943.године Изведена је као наставак операција Долхштос и Хербстнебел.
28. Операција Олуја - Полицијска и обавештајна операција изведена 1943. у циљу припрема за хапшење талаца у случају савезничког искрцавања.

## Војне операције 1944.године
29.Операција Хајка - 17.фебруар - 11.март 1944.године- Немачке трупе потпомогнуте бугарским и љотићевским снагама спровеле су операцију у централној и јужној Србији.
30.Операција Пролеће - 8—19.март 1944.- Операција је спроведена на подручију Браничевског округа . Немачке снаге потпомогнуте бугарским снагама и љотићевцима спровело је операцију уперену против четника и партизана.
31.Операција Саксонија - 21—25.мај 1944.године-
32.Операција Чумић - 25—27. мај 1944. године-